# Stanhopea anfracta
Stanhopea anfracta är en orkidéart som beskrevs av Robert Allen Rolfe. Stanhopea anfracta ingår i släktet Stanhopea och familjen orkidéer. Inga underarter finns listade i Catalogue of Life.